# ショーン・デービス
ショーン・デービス（Shaun Davies、1989年6月21日 - ）は、アメリカ合衆国のラグビー選手。

## プロフィール
- 南アフリカ共和国・クワズール・ナタール州ダーバン出身[1]。
- ポジションはスクラムハーフ(SH)。
- 身長 170cm、体重 81kg
- アメリカ代表キャップは27（2021年2月現在）でラグビーワールドカップ2019のアメリカ代表に選ばれた[2]。

## 略歴
オハイオ・アビエーターを経て、2018年、コロラド・ラプターズに加入。 
2019年、ユタ・ウォリアーズのコーチに就任。  